# Melipotis indomita
Melipotis indomita là một loài bướm đêm trong họ Erebidae.

## Hình ảnh

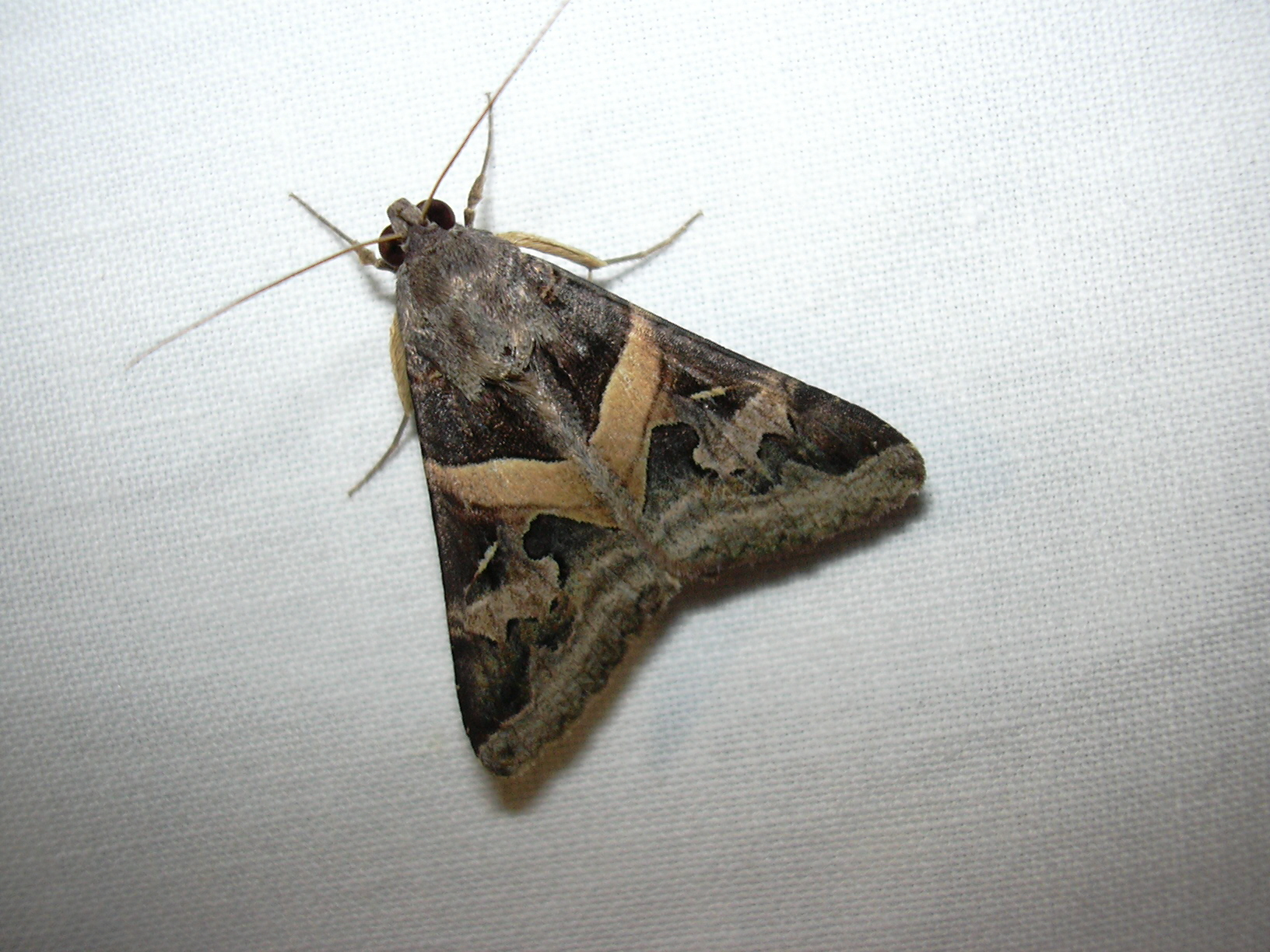